# 南大西洋異常帯

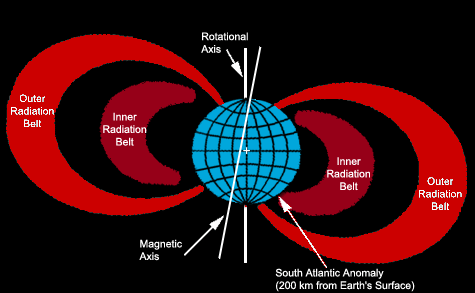
ヴァン・アレン帯の模式図。右下の矢印が南大西洋異常帯の位置を表す。

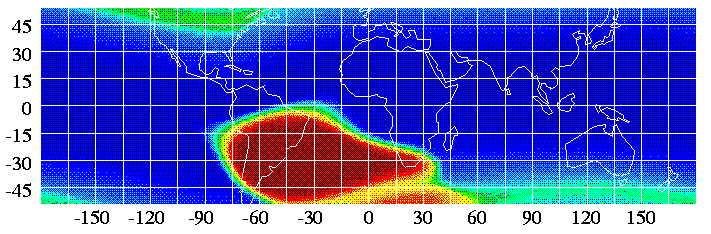
南大西洋異常帯の範囲

南大西洋異常帯（みなみたいせいよういじょうたい South Atlantic Anomaly, SAA）は、ヴァン・アレン帯における異常構造。南大西洋異常域、ブラジル異常帯などとも。
通常、内部ヴァン・アレン帯の最低高度は約1,000 km以上であるが、SAAにおいては高度300から400 km程度の熱圏にまで下がっている。そのため、同高度で比較すると放射線量が異常に多く検出される。SAAの成因としては、地磁気軸が地軸と11度傾斜していることがあげられる。この影響で、地球の磁場がブラジル上空で最も弱くなり、内部ヴァン・アレン帯がここで落ち込んで地球に最も接近する。
このSAAは、1958年にアイオワ大学の物理学者ヴァン・アレンの研究によって発見された。また、スプートニク1号のデータからもこの領域での放射線レベルが予想以上であり、ここで故障が起きたことが確認された。1960年代から1970年代にかけてアメリカ空軍とアメリカ航空宇宙局（NASA）は22機の人工衛星を使って高度200から36,000 kmまでの間のヴァン・アレン帯のマップを作成したが、このデータベースは現在でも使われている。
人工衛星/宇宙船にとって、SAAの存在は放射線被曝の点で問題であり、コンピュータのトラブルが起きやすい領域である。国際宇宙ステーションも防護策を取っており、宇宙飛行士は、放射線被ばく量を抑えるために、この領域を通過中は船外活動を行わないようにスケジュール調整が行われている（1日に2 - 5回ここを通過する）。
また、ハッブル宇宙望遠鏡は、この上空通過時に故障が頻発することから、この域内を通過する際は主要な装置を停止させる予防措置の運用が行われている。